# Stratégie du saute-mouton
Pour l’article homonyme, voir Saute-mouton (homonymie).

L'île de Nauru bombardée par les Américains en mai 43. Choisie dans un premier temps comme l'un des objectifs de l'opération Galvanic de novembre 43, elle sera finalement contournée et libérée après l'armistice.

La stratégie du saute-mouton (en anglais leapfrogging) est une stratégie militaire utilisée par les Alliés contre l'empire du Japon durant la guerre du Pacifique lors du second conflit mondial. L'idée consiste à contourner les îles du Pacifique les plus fortifiées par les Japonais et ainsi de concentrer les efforts sur d'autres îles stratégiques moins bien défendues mais qui pouvaient servir de bases permettant aux Américains de se rapprocher du territoire japonais par sauts de puce successifs. 
Cette stratégie est rendue possible par l'utilisation d'attaques aériennes et de la lutte sous-marine pour imposer un blocus aux bases japonaises contournées, les isolant ainsi et empêchant leur approvisionnement et leur renforcement. Ainsi, les troupes présentes sur les îles contournées comme l'importante base militaire de Rabaul ne peuvent participer à l'effort de guerre japonais et sont considérablement affaiblies par la pénurie générale qu'elles subissent. Le général Douglas MacArthur, qui veut arriver au plus vite aux Philippines se fait le promoteur de cette idée qui est mise en œuvre pour la première fois lors de l'opération Cartwheel contre Rabaul à partir de juin 1943. Bien que MacArthur ait revendiqué la paternité de cette stratégie, elle provient en fait de l'US Navy. 
La stratégie du saute-mouton offre de multiples avantages aux Américains, leur permettant d'atteindre le Japon plus rapidement sans dépenser inutilement de ressources en hommes et en matériels pour s’emparer de chaque île tenue par les Japonais mais aussi de favoriser un effet de surprise, l'ennemi ne pouvant anticiper les mouvements américains tout en devant défendre un vaste périmètre. La tactique est appliquée sur les deux axes de reconquête américains par les forces menées par l'amiral Chester Nimitz qui avancent en direction des îles Bonin en prenant ou neutralisant au passage les îles des archipels Gilbert, Marshall et Mariannes ainsi que par les forces de l'axe du sud menées par MacArthur qui se dirigent vers les Philippines en passant par les îles Salomon, la Nouvelle-Guinée et l'archipel Bismarck.
Le principe du saute-mouton n'est cependant pas toujours suivi dans le Pacifique. MacArthur ne le respecte pas lorsqu'il revient au sud pour attaquer Mindanao après avoir conquis les îles centrales des Philippines et initie la reconquête de certaines portions de Bornéo. Dans le premier cas, ce choix est interprété comme étant le résultat de la promesse faite par MacArthur de rendre l'archipel philippin aux Philippins au plus vite[réf. nécessaire].